# Antonio D'Oppido
Antonio D'Oppido (Crotone, 27 agosto 1944) è un ex nuotatore italiano.

## Biografia
Ha un fratello, Michele, anch'egli ex nuotatore.

## Carriera
Ha partecipato con la nazionale italiana di nuoto ai Giochi del Mediterraneo di Smirne 1971, vincendo l'oro nella categoria dei 200 metri misti.
Seppur ritiratosi ufficialmente dall'attività agonistica, ha continuato a gareggiare a livello nazionale anche al compimento dei 60 anni.

## Palmarès
- Giochi del Mediterraneo
  -  Oro - Smirne (1971)